# Trichobolus zukalii
Trichobolus zukalii (Heimerl) Kimbr. – gatunek grzybów z rodziny Ascodesmidaceae.

## Systematyka i nazewnictwo
Pozycja w klasyfikacji według Index Fungorum: Lasiobolus, Ascodesmidaceae, Pezizales, Pezizomycetidae, Pezizomycetes, Pezizomycotina, Ascomycota, Fungi.
Po raz pierwszy opisał go w 1889 r. Anton Heimerl, nadając mu nazwę Thelebolus zukalii. Obecną nazwę nadał mu w 1967 roku James William Kimbrough.

## Morfologia
W każdym owocniku rozwija się tylko pojedynczy kulisty lub krótko jajowaty worek o wymiarach 350–510 × 259–425 pm z dużym, kopulastym wierzchołkiem, bez trzonka, wytwarzający do 7000 askospor. W późniejszych stadiach rozwojowych ściana boczna worka ma raczej ma stałą grubość i osiąga w górnej części grubość 3,7–4,0 µm. Zewnętrzna warstwa jest prawie stała, o szerokości 0,8–0,9 µm w górnej części i ok. 1,2 µm w dolnej. Składa się z silnie barwiącej się metanaminą srebra warstwy zewnętrznej i słabiej barwiącej się warstwy wewnętrznej o grubości 2,6–3,2 µm, na której znajdują się delikatne blaszki w pobliżu wewnętrznej powierzchni. Na wierzchołku worka brak aparatu apikalnego lub innego zróżnicowania ściany worka. Askospory uwalniają się poprzez 2–4-płatkowe pęknięcie w górnej części worka. Askospory nie mają gutuli ani pęcherzyków powietrza.

## Występowanie i siedlisko
Występuje na wszystkich kontynentach poza Antarktydą i Ameryką Południową. W Polsce M.A. Chmiel w 2006 r. przytoczyła 5 stanowisk, w późniejszych latach podano następne.
Grzyb koprofilny występujący na odchodach zwierząt roślinożernych.